# Каменская, Мария Даниловна
Мария Даниловна Каменская (урождённая Вальтер; 19 (31) августа 1854 , Санкт-Петербург, Российская империя — 1925, Хельсинки, Финляндия) — русская оперная и камерная певица (меццо-сопрано), солистка Его Величества.

## Биография
Мария Вальтер родилась 19 (31) августа 1854 года в Санкт-Петербурге.
Воспитывалась в Мариинском институте (её мать, урожд. С. Шольц также была воспитанницей этого института, а бабушка служила при нём).

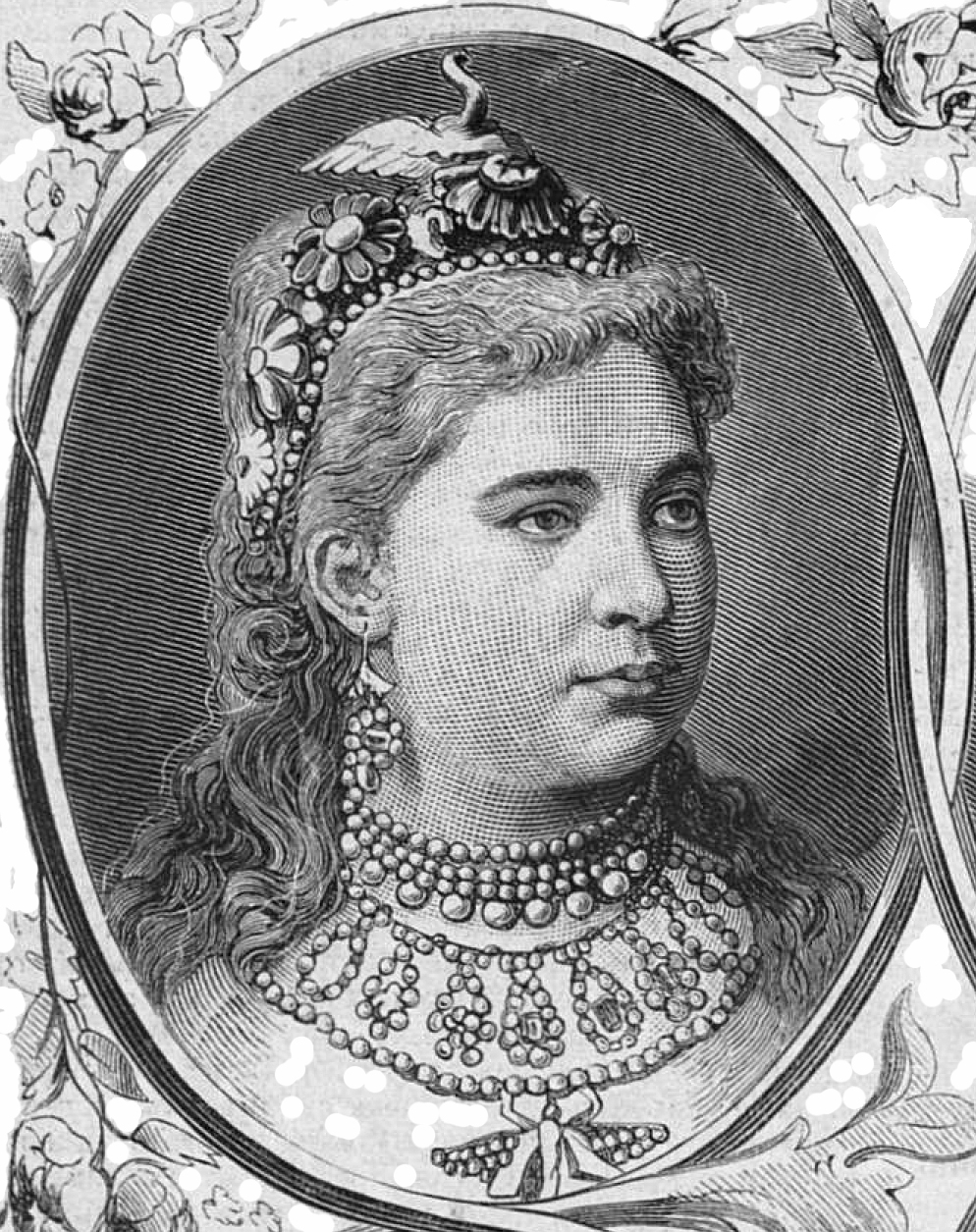
Портрет 1870-х годов

Получив музыкальное образование в Санкт-Петербургской консерватории, в классе Ниссен-Саломан, Каменская в 1874 году дебютировала в Императорской русской опере в роли Вани, в опере «Жизнь за Царя». В течение многих лет Каменская занимала первое место в труппе русской оперы и исполняла все ответственные партии меццо-сопрано.
В 1887 году оставила театр, но в 1891 году вновь стала выступать на сцену. Её голос по красоте, ровности и силе мог считаться одним из лучших не только в России, но и в иных странах мира. В течение своей карьеры Каменская всегда была пропагандисткой всего нового и талантливого; например, романсы и оперы П. И. Чайковского находили в ней самую горячую и талантливую истолковательницу.
В 1902 году получила звание «Солистка Его Величества».
С 1906 года выступала с концертами. Исполняла русские романсы композиторов: Ц. Кюи, А. Рубинштейна, П. Чайковского , Э. Направника, первая исполнительница нескольких романсов Направника. Выступала также в симфонических концертах — исполняла сольные партии в «Реквиеме» Р. Шумана (1-я исполнительница в России, Петербург, 3.12.1883); в 9-й симфонии Л. Бетховена; в «Реквиеме» Дж. Верди. Певице посвятили свои романсы П. Чайковский — «Песнь Миньоны» (ор. 25 № 3, 1875); Н. Римский-Корсаков — «То было раннею весной»; А. Глазунов — «Все серебряное небо»; Ц. Кюи «Коснулась я цветка» (ор. 49, № 1).
Вела также педагогическую деятельность.
Записывалась на грампластинки (9 произв.) в Петербурге («Граммофон»).
Мария Даниловна Каменская скончалась в 1925 году в эмиграции в столице Финляндии.

## Творчество
Первая исполнительница партий Иоанны д’Арк («Орлеанская дева», готовила под руководством И. Прянишникова) и Марты («Иоланта») в операх Чайковского, Весны-красны («Снегурочка») и Солохи («Ночь перед Рождеством» в операх Римского-Корсакова, а также Егоровны в опере «Дубровский» Направника
Всего репертуар включал 36 партий в 34 операх: Тизба («Анджело»); Фидес в «Пророке»; Амнерис в «Аиде»; Ваня в «Жизнь за Царя», княгиня в «Русалке», Рогнеда в опере того же названия; Любовь («Мазепа» П. Чайковского); Колдунья («Гензель и Гретель»); Фрика («Валькирия»); Брангена («Тристан и Изольда»), Молодой пастух («Тангейзер»); Швертлейта («Валькирия»); Рогнеда («Рогнеда»), Солоха («Черевички»); Морозова («Опричник»), Няня («Евгений Онегин»); Ганна («Майская ночь»); Графиня («Пиковая дама»); Маркиза Кардерош, Памела, Зибель, Маддалена, Эмилия, Марта («Мефистофель») и другие.